# Stařeč
Stařeč (in tedesco Startsch) è un comune mercato della Repubblica Ceca facente parte del distretto di Třebíč, nella regione di Vysočina.